# Einhorn-Apotheke (Heilbronn)

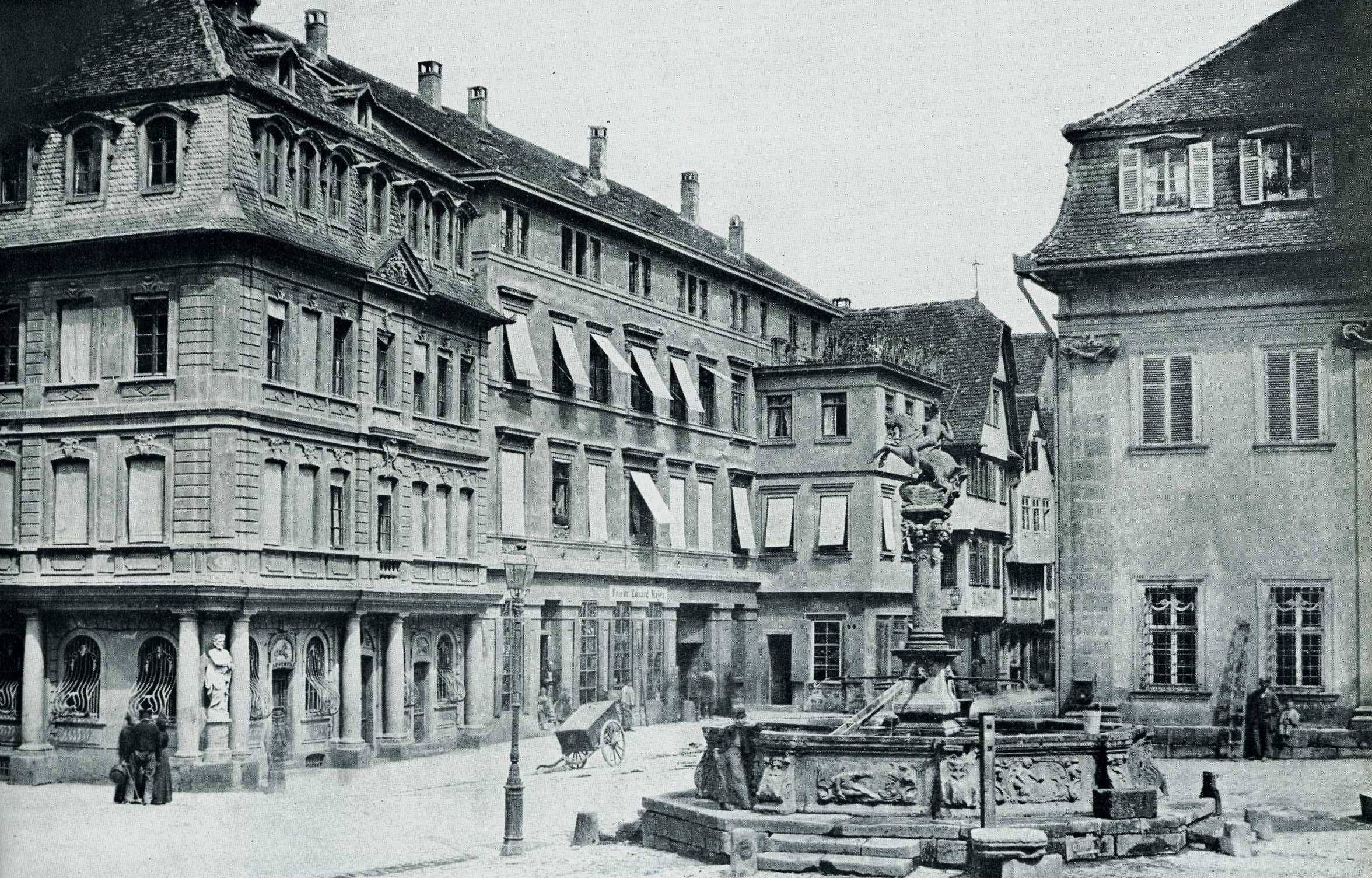
Die Einhorn-Apotheke (Eckhaus links) am Heilbronner Hafenmarkt, Aufnahme von 1868

Einhorn-Apotheke, Detail

Die Einhorn-Apotheke  war eine Apotheke in Heilbronn, deren Geschichte bis auf das Jahr 1604 zurückgeht. Das historische Apothekengebäude war das einzige Heilbronner Privathaus im Stil des Rokoko, wurde 1944 durch Bomben zerstört und 1954 durch einen Neubau ersetzt.

## Geschichte
Der Apotheker Anton Fröreisen gründete im Jahre 1604 eine Apotheke am Heilbronner Hafenmarkt (nach anderer Quelle wurde die Apotheke 1653 von dem Apotheker Andreas Mangold gegründet, dessen Witwe den Apotheker Johann Wolfgang Neubauer heiratete). 1690 gelangte die Apotheke in den Besitz der Apotheker-Familie Neubauer, die in ihrem Wappen ein Einhorn führte, das der Apotheke 1735 ihren heutigen Namen gab. In der Hauptabteilung der Apotheke hing ein Gemälde von 1698, das den Vater Neubauer mit 47 Jahren darstellte. Ein anderes Ölgemälde, das den Sohn Neubauer zeigte, war in der homöopathischen Abteilung der Apotheke zu finden. Beide Persönlichkeiten wurden in ihren zeitgenössischen „charakteristischen, üppigen Trachten“ gezeigt.
Im Jahre 1764 (nach anderer Quelle 1775) wurde das Gebäude als einziges Privatgebäude im Stil des Rokoko umgebaut. Es war dreigeschossig mit einem Walmdach und Gauben. Das Gebäude war reich mit Schmuckelementen  verziert und hatte eine Äskulapstatue an der Ecke zur Sülmer- und Lohtorstraße. Johann Wolfgang von Goethe bewunderte in seinen Tagebucheinträgen vom 27. und 28. August 1797 in Aus einer Reise nach der Schweiz das architektonische Schmuckstück im Stil des Rokoko und bemerkte dazu: „Ein einziges Gebäude zeichnet sich aus, das durch die Bildsäule des Aeskulaps und durch die Basreliefs von zwey Einhörnern sich als Apotheke ankündigt.“ Die Einhörner waren in den Wappenreliefs in den Giebeldreiecken zu sehen. Im Treppenhaus befand sich eine aus Holz geschnitzte, segnende Christusfigur aus dem 16. Jahrhundert. Diese Figur stand unter einem „gotischen Farbenfenster“, das im Haus entdeckt worden war.
Nach 1804 hatte die Apotheke andere Inhaber, auch der Name der Apotheke änderte sich. Im Jahr 1927 erwarb der Apotheker Hugo Dorn die Apotheke und nannte sie erneut Einhorn-Apotheke. Beim Luftangriff auf Heilbronn 1944 wurde der Rokokobau zerstört. Den kopflosen Torso der Äskulap-Figur konnte der Lehrer Wilhelm Rieth in der Nachkriegszeit noch in den Trümmern entdecken, aber nicht mehr für das Heilbronner Museum und die Nachwelt retten, da er vor seinen Augen von zwei Männern abtransportiert wurde und so das Schicksal manch anderer Kunstschätze teilte, die von „Goldgräbern“ in den Trümmern Heilbronns gestohlen wurden.
Der Apotheker Hans Dorn ließ das Bauwerk im Jahre 1954 an der Ecke Sülmerstraße/Lohtorstraße durch ein Gebäude nach Plänen von Otmar Schär ersetzen. Es hat sechs Achsen und vier Stockwerke und ist mit fränkischem Muschelkalk verkleidet. Es besitzt einen Säulengang im Erdgeschoss und ist zur Lohtorstraße hin mit einem Metallgeflecht geschmückt, das ein Einhorn darstellt, gestaltet von dem Billensbacher Künstler und Vorsitzenden der Stuttgarter Sezession, Peter Jakob Schober.
Zum 22. Dezember 2012 wurde die Einhorn-Apotheke geschlossen.

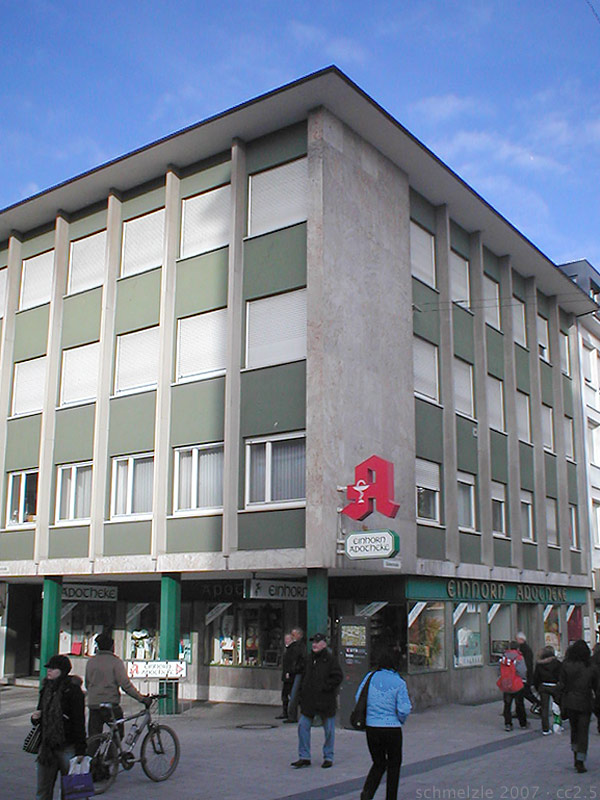
Das Nachkriegsgebäude der Einhorn-Apotheke im Jahr 2007
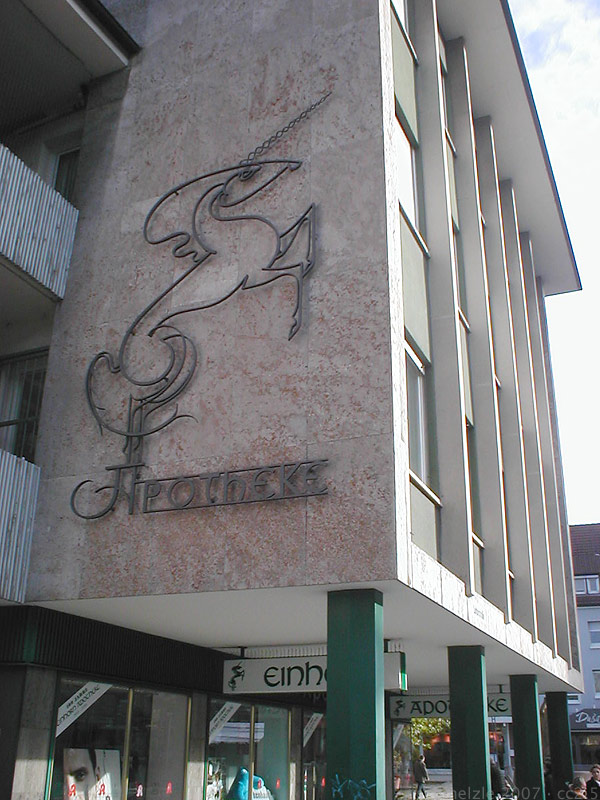
Detail des Nachkriegsgebäudes
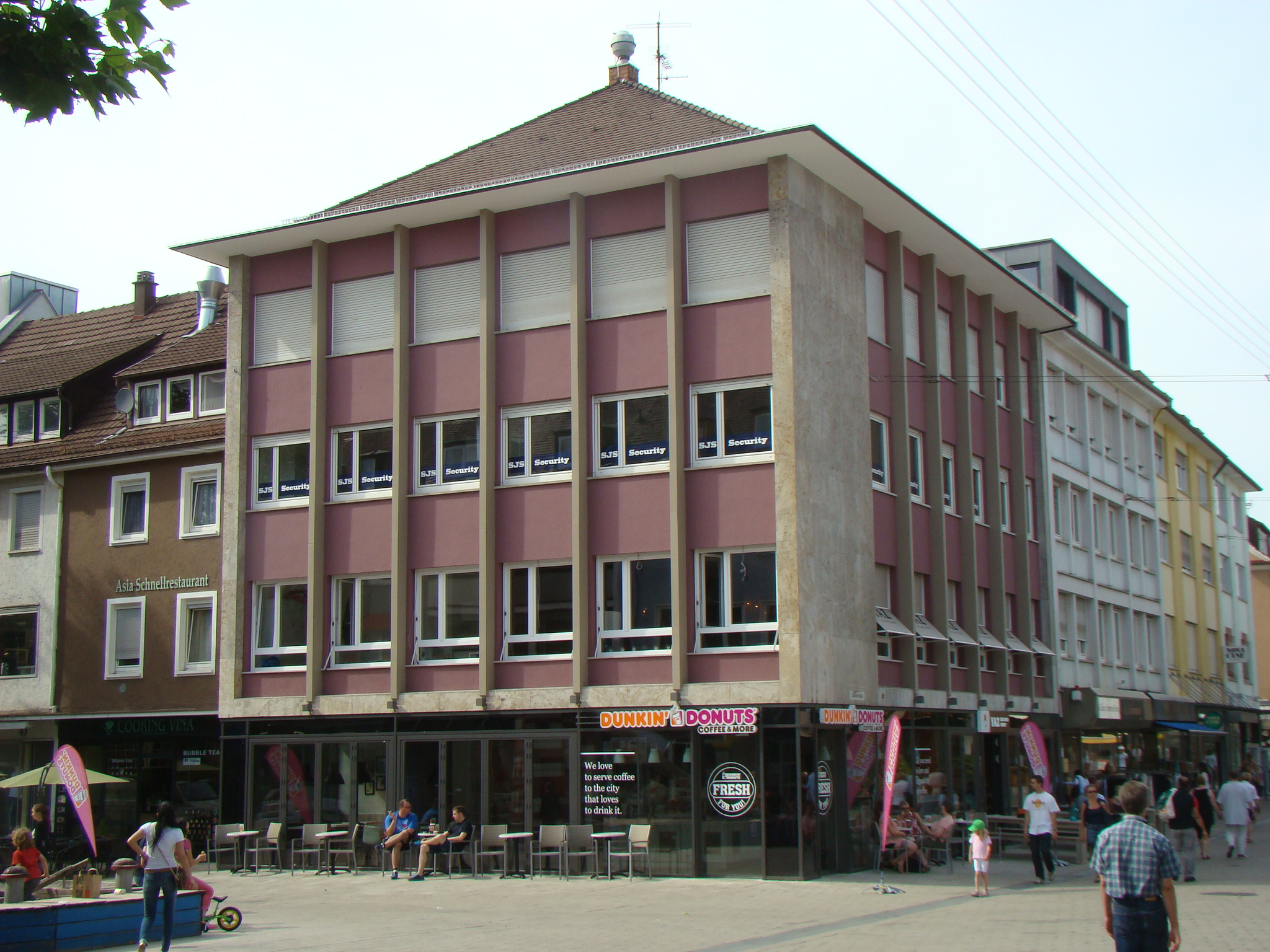
Das ehemalige Apothekengebäude im Jahr 2015